# Hugues Quester
Hugues Quester (ur. 5 sierpnia 1948 w Échemiré) – francuski aktor filmowy, teatralny i telewizyjny.

## Filmografia
- 1969: Mr. Freedom
- 1973: La rose de fer jako chłopak
- 1974: Czar orchidei (La chair de l'orchidée) jako Marcucci
- 1976: Je t'aime moi non plus jako Padovan
- 1979: Nastolatka (L'adolescente) jako Fred, syn kowala
- 1981: Dickie-roi (miniserial TV) jako Dan
- 1982: Noc w Varennes (La Nuit de Varennes) jako Jean-Louis Romeuf, wysłannik Zgromadzenia Narodowego
- 1982: Julien Fontanes, magistrat (serial TV) jako
- 1983: Miasto piratów (La Ville des pirates) jako Toby
- 1983: Une Pierre dans la bouche jako Automobilista
- 1984: Noces de soufre jako Inspektor Secrétan
- 1984: Polar jako Brutal
- 1985: No Man's Land jako Paul
- 1985: Klatka C (Escalier C) jako Al, przyjaciel Claude'a
- 1985: Visage de chien jako Denis
- 1985: Parking jako Caron
- 1986: Rue du départ jako Robert
- 1986: Hôtel du paradis jako Maurice
- 1986: Anne Trister jako Pierre
- 1989: Trudno być Bogiem (Es ist nicht leicht ein Gott zu sein) jako Suren
- 1989: Gueule d'arnaque (TV) jako Joe
- 1990: Les Matins chagrins jako Dan
- 1990: Opowieść wiosenna (Conte de printemps) jako Igor
- 1993: Trzy kolory. Niebieski jako Patrice de Courcy, mąż Julie
- 1993: Mauvais garçon jako Właściciel kawiarni
- 1997: Le Bassin de J.W. jako Jean de Dieu, Lucyfer
- 1998: Souvenir jako Michka
- 2000: Bérénice (TV) jako Arsace
- 2000: La Chambre obscure jako Ambrogio
- 2003: Un goût de sel (TV) jako Christian
- 2004: 6 personnages en quête d'auteur (TV) jako ojciec